# Umarła Przełęcz
Umarła Przełęcz (słow. Umrlé sedlo, Umrlá, sedielko pod Umrlou, Grúnik) – położona na wysokości 983 m n.p.m. przełęcz w grzbiecie Jambory w słowackich Tatrach Zachodnich, pomiędzy Umarłą Kopką (1048 m) a Jeżowym Wierchem (1090 m). Wschodnie zbocza spod przełęczy opadają do Doliny Juraniowej, zachodnie do Doliny Bobrowieckiej. Rejon przełęczy jest zalesiony, znajduje się tutaj wiata dla turystów i ławki. Dawniej na przełęczy było skrzyżowanie szlaków turystycznych, jednak w 2008 zielony szlak przez Juraniową Przełęcz i Bobrowiec do Bobrowieckiej Przełęczy został zamknięty, a cały ten rejon uzyskał status obszaru ochrony ścisłej. TANAP i TPN uzasadniają to potrzebą ochrony siedlisk dużych zwierząt. Zmieniono również kolor szlaku do Doliny Bobrowieckiej z zielonego na czerwony. Wcześniejsze pomiary określały wysokość przełęczy na 981 lub 988 m.

## Szlaki turystyczne
– czerwony szlak z Orawic przez Dolinę Cichą, Szatanową Polanę, Dolinę Juraniową i Umarłą Przełęcz do Doliny Bobrowieckiej.
- Czas przejścia z Orawic na Umarłą Przełęcz: 2:15 h, ↓ 1:50 h.
- Czas przejścia z Umarłej Przełęczy do rozdroża w Dolinie Bobrowieckiej: 15 min, ↓ 20 min.

## Bibliografia

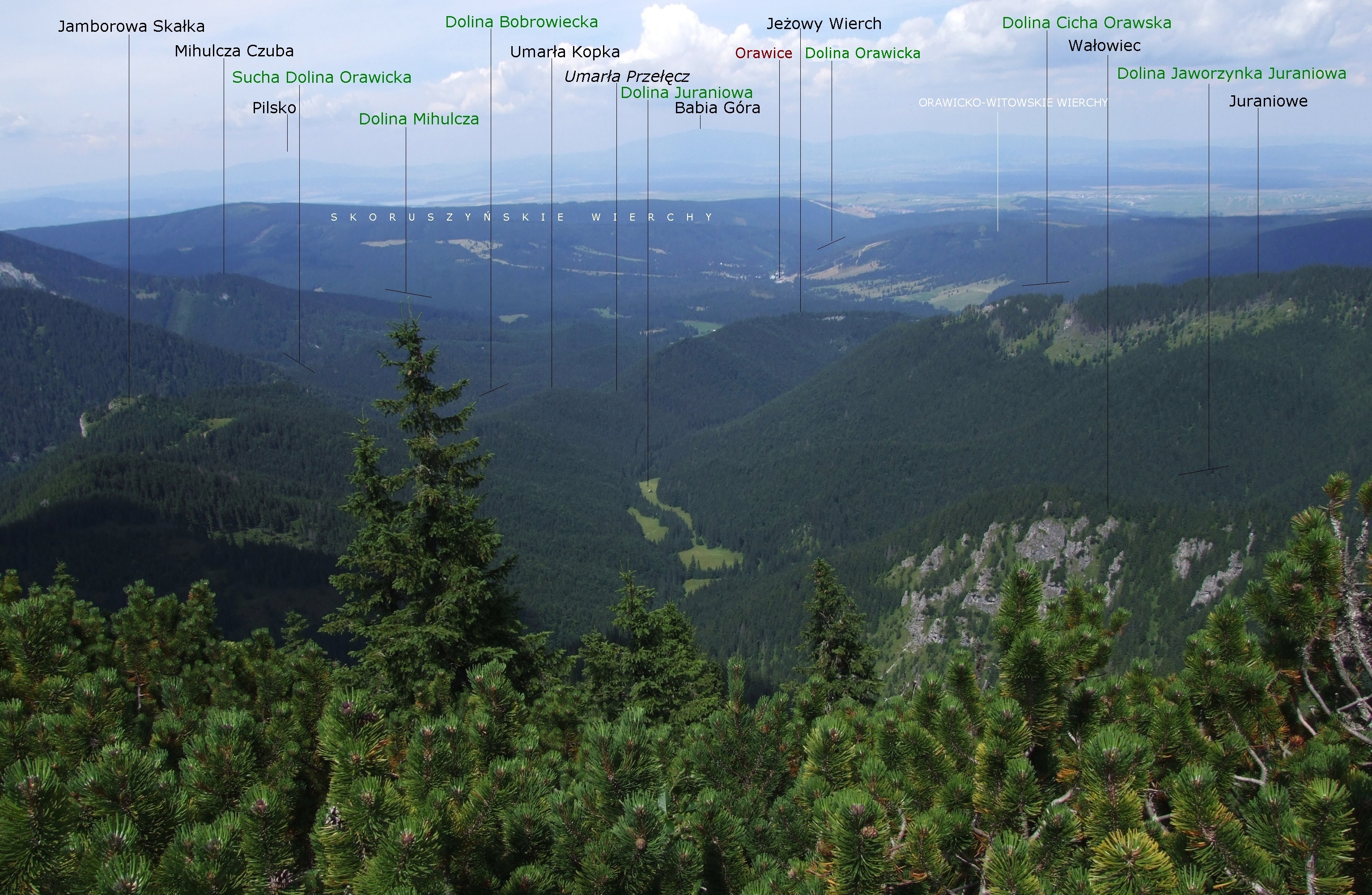
Widok z Bobrowca